# 玛丽昂·内斯特尔
玛丽昂·内斯特尔（英語：Marion Nestle），哲学博士, 是一名在纽约大学获得波莱特·戈达德荣誉奖的营养学教授。她在1988年到2003年期间在纽约大学营养学担任主席。她在加州大学伯克利分校获得了她的博士学位。与此同时，她还在纽约大学担任社会学教授且在康奈尔大学的营养科学系是一名访问教授。
在2001年，玛丽昂被认为是世界第二有影响力的美食家，仅次于美国总统夫人米歇尔·奥巴马。